# Passage Saint-Jacques
Le passage Saint-Jacques est un passage du Centre-ville de Reims issu de la reconstruction de Reims après les bombardements de la Grande Guerre.

## Présentation
Ce passage relie sur une longueur d'une vingtaine de mètres la rue Condorcet à la rue de Vesle par deux Branches.

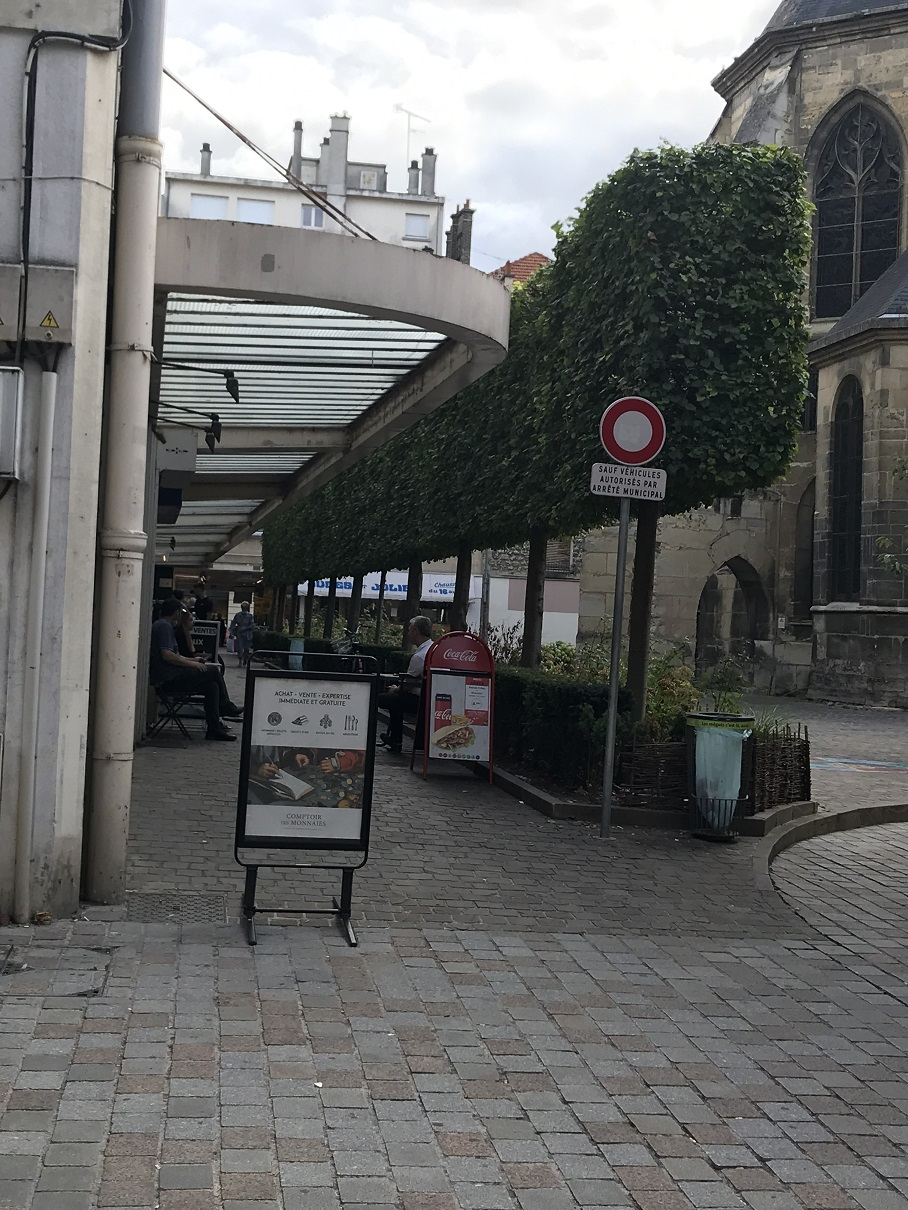
Coté Rue Condorcet avec demi verrière
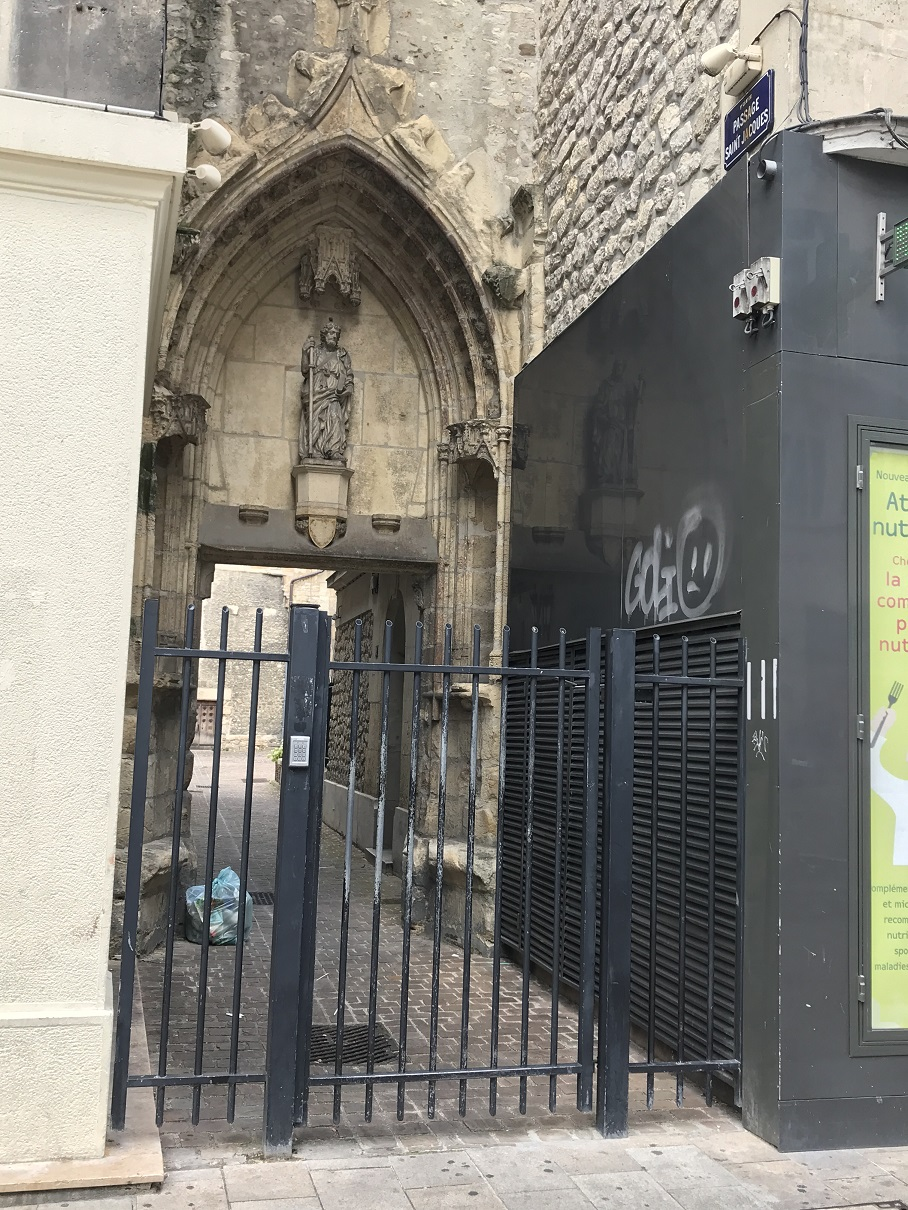
Entrée privatisée 2 sur la  rue de Vesle
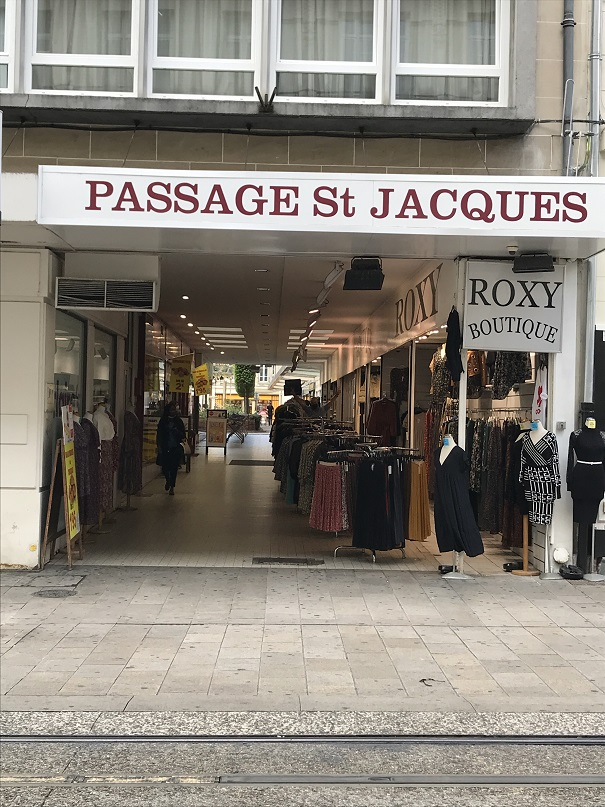
Entrée 1 rue de Vesle

## Origine du nom
?? renommé en 1903 passage Saint-Jacques.

## Histoire
Le passage des variétés était le lieu du café-concert des Variétés, dit aussi passage Poterlet, du nom du propriétaire du café-concert Kursaal qui lui avait succédé. Il était bordé de boutiques diverses.
Il commençait rue de Vesle, tournant vers la rue saint-jacques par l’ancienne cour du Renard devenue rue Condorcet. 
Détruit en 1918, il est remplacé par un passage semi couvert, le passage Saint-Jacques et par le square Saint-Jacques créé en 1925.